# Ндоро, Тендай
Тендай Пассион Ндоро (англ. Tendai Passion Ndoro; 15 мая 1985, Булавайо — 18 августа 2025, Йоханнесбург) — зимбабвийский футболист, нападающий.

## Клубная карьера
Ндоро начал свою карьеру в зимбабвийском «Чикен Инн» в 2011 году. Два года спустя Ндоро перешёл в южноафриканский клуб «Мпумаланга Блэк Эйсиз», однако, затем, вернулся в родной клуб на оставшуюся часть сезона 2013 года. В 2014 году он вернулся в ЮАР, сыграв 41 игр и забив 14 голов за два сезона. В 2015 году игрок покинул клуб и перешёл в «Орландо Пайретс».
В сезоне 2017/18 Тендай сыграл в трёх клубах: «Орландо Пайретс», «Аль-Фейсали», а сыграв за «Аякс Кейптаун», нарушил регламент FIFA. Из-за этого инцидента «Аякс» должен был лишиться трёх игр в лиге, в которых был заигран зимбабвиец, в результате чего клуб вылетел из Премьер-лиги ЮАР.
Умер 18 августа 2025 года в возрасте 40 лет в Йоханнесбурге.